# Český Těšín
Český Těšín (polska: Czeski Cieszyn, tyska: Tschechisch Teschen, schlesiska: Czeski Ćeszyn, slovakiska: Český Tešín) är en stad i Tjeckien.   Den ligger i regionen Mähren-Schlesien, i den östra delen av landet, 300 km öster om huvudstaden Prag. Český Těšín ligger 275 meter över havet och antalet invånare är 24 787 (2016).

## Läge
Terrängen runt Český Těšín är huvudsakligen platt, men åt sydost är den kuperad. Český Těšín ligger nere i en dal. Runt Český Těšín är det tätbefolkat, med 442 invånare per kvadratkilometer. Närmaste större samhälle är Havířov, 14,1 km väster om Český Těšín. Omgivningarna runt Český Těšín är en mosaik av jordbruksmark och naturlig växtlighet.